# Rödbandad spindling
Rödbandad spindling eller rödbandad spindelskivling (Cortinarius armillatus) är en svampart som beskrevs och fick sitt nu gällande namn av Elias Fries 1838. Rödbandad spindling ingår i släktet Cortinarius och familjen spindlingar. Inga underarter finns listade i Catalogue of Life.

## Utbredning och ekologi
Rödbandad spindling lever i symbios med björk. Den växer i skogar och i hedlandskap och kan ses från sensommar till senhöst. Den växer alltifrån en och en till i grupper eller i större samlingar.
Arten finns över stora delar av norra halvklotet, främst Europa och norra och östra Nordamerika Arten är också rapporterad på Japan. Även i Sverige är den reproducerande och i Storbritannien och i Irland är den en av de vanligaste röda spindlingarna.

## Utseende
Fruktkroppen blir mellan 4 och 15 cm i diameter med en 5 till 15 cm hög fot som är 1 till 2,5 cm tjock och vanligen något svullen längst ner. Hatten är matt och täckt av små rödaktiga fjäll som är mörkast i mitten och blekare mot kanten. Köttet är vitaktigt till ljusbrunt. Svampen har ingen doft eller svagt av rädisa.
Sporerna är rödbruna, ovala, 9-12 µm långa och 5-7 µm breda med vårtig yta.

### Förväxlingsarter
Åtskilliga andra spindlingar kan förväxlas med rödbandad spindling varav flera är mycket giftiga. Några arter som kan förväxlas är brokspindling (Cortinarius bolaris) och toppig giftspindling (Cortinarius rubellus).

## Ätlighet
Rödbandad spindling är rapporterad som ätlig men inte något särskilt. Dock avråds från att plocka den dels då den kan förväxlas med andra mycket giftiga spindlingar och då många eller alla Cortinarius innehåller gifter vilket också kan gälla rödbandad spindling.

## Etymologi
Det vetenskapliga namnet (armillatus = bärande armband/krage) liksom det svenska kommer av de röda banden den har runt foten. Det vetenskapliga släktnamnet (Cortinarius = gardin) beror på det nätliknande hölje de flesta arterna i släktet har som täcker skivorna hos omogna fruktkroppar.

## Bilder

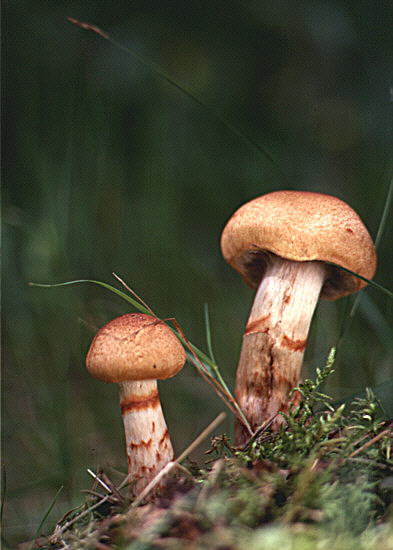
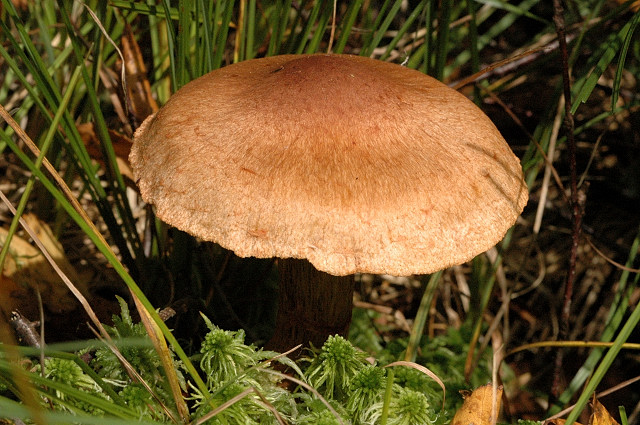